# Fernando Giudicelli
Fernando Rubens Pasi Giudicelli, noto semplicemente come Fernando Giudicelli (Rio de Janeiro, 1º marzo 1906 – Rio de Janeiro, 28 dicembre 1968), è stato un calciatore brasiliano.

## Carriera

### Club
Di origini italiane, in carriera Fernando giocò per l'América, il Fluminense, il Torino, il Girondins de Bordeaux e il Real Madrid.
Fu ingaggiato dal Real Madrid nel 1935, diventando il primo giocatore brasiliano della storia del club. Nella capitale spagnola giocò una sola partita, perché l'allenatore Francisco Bru informò la dirigenza che Giudicelli non era più adatto per giocare a calcio.

### Nazionale
Con la Nazionale brasiliana prese parte al Mondiale 1930 giocando due partite.

## Palmarès

### Club

#### Competizioni regionali
- Campionato di Lisbona: 1

Sporting: 1934-1935
- Taça de Honra: 1

Sporting: 1934-1935